# Black Hawk (Band)
Black Hawk ist eine deutsche Heavy-Metal-Band.

## Geschichte
Black Hawk wurden 1981 in Mölln gegründet. Bis 1987 wurden mehrere Demos produziert, wodurch sich zahlreiche Auftrittsmöglichkeiten in Clubs, auf Festivals und Bikerpartys ergaben.
1989 erschien das erste Album First Attack. Damit bekam die Band  größere Auftrittsmöglichkeiten und war auch als Vorgruppe mit bekannteren Bands auf Tour. Musikalisch orientierte sich die Band an der Zeit der 1980er Jahre, sie spielte Heavy Metal im Stil von Judas Priest, Saxon, Accept und Iron Maiden.
Im Januar 2005 begannen die Aufnahmen zum 25-jährigen Jubiläumsalbum. Am 23. Mai 2005 erschien das Album Twenty Five. Das Jahr 2005 war für Black Hawk eines der erfolgreichsten der Bandgeschichte. 2006 unterzeichneten Black Hawk einen Plattenvertrag. Von Mai bis September 2006 nahmen sie ihr Album Dragonride auf. Es erschien am 12. Januar 2007. Von April bis Juni 2008 nahmen Black Hawk in Hamburg das nächste Album auf. Alle Alben sind bei Sublabels von Pure Steel Records erschienen.
Black Hawk spielten mehr und mehr Shows, es folgten gemeinsame Gigs mit Sabaton, Loudness, Paul di Anno und Vicious Rumors. Das Album The Invasion kam am 2. Oktober 2008 heraus. Shows bei Festivals (z. B. Headbangers Open Air), in Clubs und Supportgigs im In- und Ausland folgten.
Im Juni 2010 begab sich die Band wieder ins Studio, um den The-Invasion-Nachfolger aufzunehmen. Am 5. November 2010 erschien das Album Straight to Hell, im Oktober 2013 A Mighty Metal Axe.
Vier Jahre danach erschien das Nachfolgealbum The End of the World. Das aktuelle Album Destination Hell erschien am 13. März 2020.